# 미나미무로군

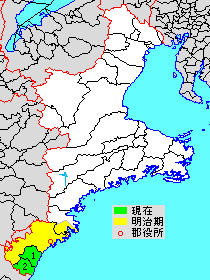
미나미무로 군의 위치

미나미무로군(일본어: 南牟婁郡, みなみむろぐん)은 일본 미에현에 있는 군이다.
인구 17,146명, 면적 167.75km², 인구밀도 102명/km².(2025년 3월 1일, 추계인구)
2개의 정으로 이루어져 있다.
- 기호정(紀宝町)
- 미하마정(御浜町)

## 역사
- 2005년 11월 1일 - 기와 정이 구마노시와 합병해 새로운 구마노 시가 되었다.
- 2006년 1월 10일 - 기호 정과 우도노 촌 합병해 기호 정이 되었다.